# Murat Karayılan
Murat Karayılan, niekiedy pod pseudonimem Cemal (kurd. Mirad Qarayîlan; ur. 1954 w Birecik) – kurdyjski partyzant, działacz niepodległościowy, w latach 1999-2013 pełniący obowiązki dowódcy Partii Pracujących Kurdystanu (PKK). W 2013 zrezygnował ze stanowiska i został mianowany nowym dowódcą naczelnym zbrojnego skrzydła PKK, Ludowych Sił Obrony (HPG).

## Życiorys
Ukończył zawodową szkołę maszynową i wstąpił do PKK w 1979. Działał aktywnie w swojej rodzinnej prowincji Şanlıurfa, aż do ucieczki do Syrii po tureckim zamachu stanu w 1980. Wezwał wówczas Kurdów do zaprzestania służby w armii tureckiej, płacenia podatków oraz używania języka tureckiego.
13 grudnia 2016 Sąd Karny Pierwszej Instancji w Mardin wydał nakaz aresztowania Karayılana i Durana Kalkana, innego dowódcy PKK, w związku ze śledztwem dotyczącym zabójstwa Muhammeta Fatiha Safitürka, kajmakama z Derik.
Od 28 października 2015 Karayılan figuruje na czerwonej liście „najbardziej poszukiwanych terrorystów” opublikowanej przez Ministerstwo Spraw Wewnętrznych Republiki Turcji. Ministerstwo zaoferowało nagrodę w wysokości do 10 mln ₺ za jego schwytanie.
Murat Karayılan jest także autorem książki zatytułowanej Bir Savaşın Anatomisi (Anatomia wojny).